# ワールドサッカー実況ウイニングイレブン4
『ワールドサッカー実況ウイニングイレブン4』はコナミ（現コナミデジタルエンタテインメント）より、1999年9月2日に発売されたウイニングイレブンシリーズの1つ。PlayStation対応。

## 新要素
- 日本代表（1999年当時）はすべて実名で収録。
- ウイイレシリーズの定番モードと言えるマスターリーグが今作で初めて搭載された。
- 同じくエディットモードを今作で初めて搭載。
- フォーメーションエディットは今作より本格的に実装。